# Getto w Kaliszu
Getto w Kaliszu – getto żydowskie utworzone podczas II wojny światowej przez okupantów w Kaliszu.

## Historia

### Deportacje Żydów
Judenrat w Kaliszu utworzono z rozkazu Niemców 10 października 1939 roku, jego przewodniczącym został Gustaw Hahn, kantor Nowej Synagogi. Judenrat liczył 25 członków. Każdego dnia Niemcy wybierali 150 Żydów do pracy przymusowej przy opróżnianiu żydowskich sklepów, sprzątaniu miasta, naprawiania budynków uszkodzonych podczas działań wojennych i sprzątania koszar oraz posterunków policji. Pracujący mężczyźni byli torturowani przez Niemców, kobietom nakazano używać własnych ubrań do mycia podłóg i toalet.
Na początku listopada 1939 roku wśród Żydów pojawiła się informacja o planach utworzenia w Kaliszu małego getta. 15 listopada żydowscy mieszkańcy kilku ulic otrzymali nakaz opuszczenia swoich mieszkań i pod strażą odstawieni zostali do klasztoru jezuitów. 20 listopada kilkuset niemieckich policjantów rozpoczęło akcję wysiedlania żydowskich mieszkańców miasta, wypędzeni z domów Żydzi kierowani byli do obozu przejściowego urządzonego na terenie Hali Targowej Braci Szajer na Rynku Dekerta. 
W obozie Żydom skonfiskowano wszystkie przedmioty wartościowe, a następnego dnia wysłano z hali pierwszy transport kolejowy do Warszawy, Rzeszowa i innych miast w Generalnym Gubernatorstwie. Do końca grudnia 1939 roku z Kalisza wywieziono prawie 20 tysięcy Żydów, trafili oni m.in. do Lublina, Sandomierza, Kałuszyna, Łukowa, Łochowa i Rembertowa. Transporty wysłano także do Sarnak, Sokołowa Podlaskiego, Węgrowa oraz Krakowa.
Pozostawione mienie żydowskie zebrano w magazynach, rzeczy wartościowe zabierali dla siebie Niemcy, reszta była sprzedawana Polakom.

### Utworzenie getta
23 lutego 1940 roku 1912 Żydów pozostających w hali targowej deportowano do getta w Koźminku. Po tym w Kaliszu pozostało kilkuset Żydów, w większości pacjentów i pracowników Szpitala Żydowskiego oraz podopiecznych domu starców i sierocińca, poza tym w mieście pozostała także pewna liczba robotników. Liczba ta uległa zwiększeniu w związku z powracaniem do miasta Żydów oraz zwolnionych jeńców wojennych.
W czerwcu 1940 roku podopieczni domu starców zostali zmuszeni do przeniesienia się do dawnej fabryki przy ulicy POW 13 (obecnie ulica Złota), budynek ten stał się centrum getta. Getto objęło także budynek Szpitala Żydowskiego przy ulicy Chopina 4 oraz kamienice przy ulicy POW 16 i 18. Przewodniczącym Judenratu nadal był Gustaw Hahn. Judenrat utworzył warsztaty krawieckie, szewskie, kapelusznicze i futszarskie przy ulicy POW 13. Kierownikiem szpitala była dr Debora Gross-Schinagel.

### Likwidacja getta
26 października 1940 roku Walter Grabowski, kierownik wydziału zdrowia, dokonał selekcji 250 Żydów, w większości pacjentów szpitala. Ofiary selekcji zostały następnie załadowane do mobilnych komór gazowych i wywiezione w kierunku pobliskich lasów. Innych Żydów poinformowano, że wysyłani są oni na leczenie.
3 stycznia 1941 roku w getcie zarejestrowanych było 439 osób. Jesienią tego samego roku około 100 mężczyzn wysłano do pracy przymusowej w okolice Poznania. W połowie listopada 1941 roku Gestapo dokonało w getcie kolejnej selekcji, w wyniku której zamordowano 127 osób, w tym 15 dzieci. Mordu dokonano ponownie za pomocą mobilnych komór gazowych, najprawdopodobniej pochodzących z Sonderkommando Lange pod dowództwem Herberta Langego. Zwłoki ofiar grzebane były w lasach w okolicy Skarszewa, Jedlca i Lesie Winiarskim.
W tym samym czasie zlikwidowano szpital. Kolejnego mordu dokonano 1 grudnia, zginęło wówczas 100 osób, w tym większość dzieci z getta. O planowanej akcji wiedział Judenrat, nie ostrzegł on jednak więźniów.
W 1942 roku pozostający w mieście Żydzi zostali zmuszeni do pracy przymusowej przy naprawie mundurów w zakładach Sannwalda. Pod koniec maja 40 Żydów wysłano do obozów pracy w okolicach Poznania. W dniach 6–8 lipca 1942 roku ostatnich Żydów (około 120 osób) wysiedlono z getta do getta łódzkiego. 